# Baltanás (soldado almagrista)
Baltanás (n. España, ? - m. Perú, 1542) fue un soldado español que actuó en las guerras civiles entre los conquistadores del Perú militando en el bando almagrista.
Luego de la muerte de Diego de Almagro el Viejo, pasó al servicio de Diego de Almagro el Mozo. Se hallaba en Lima cuando fue asesinado el marqués gobernador Francisco Pizarro, el 26 de junio de 1541. Luego partió con el ejército almagrista hacia el Cuzco. Era gran amigo de Cristóbal de Sotelo y por esto se ganó la animadversión del maestre de campo Martín Carrillo, quien alegando desacato lo tomó preso y lo maltrató en público. Como acudieran algunos a socorrerle, Almagro el Mozo sacó su espada y ordenó que dejaran a Carrillo hacer justicia. Fue en esa circunstancia cuando Carrillo, temiendo que Baltanás hiciera pedidos de clemencia o de justicia, introdujo a éste en su toldo y ordenó a un sirviente negro que lo matara a estocadas. El hecho, al parecer, tuvo lugar en Huamanga o en algún lugar cercano.